# Nikolaus Schütze
Nikolaus Schütze (* 24. September 1600 in Rostock; † 4. Mai 1671 in Lübeck) war ein deutscher Rechtswissenschaftler, Hochschullehrer und Rektor.

## Leben
Nikolaus Schütze war ein Sohn des Rostocker Bürgermeisters Joachim Schütze (1564–1632) und dessen Frau Elisabeth Gerdes. Er studierte ab 1617 Philosophie und Rechtswissenschaften an der Universität Rostock. Es folgten weitere Studien, wahrscheinlich an Universitäten in Pommern, er kam als Doktor beider Rechte (J.U.D.) zurück nach Rostock. 1631 wurde er an der Juristischen Fakultät als Nachfolger von Johann Sibrand d. Ä. (1569–1638) zum rätlichen ordentlichen Professor der Rechte berufen. In den Jahren 1634, 1640, 1645 und 1651 hatte er das Rektorat der Universität inne. Neben seiner Professur fungierte er als Ratssyndicus in Lübeck. 1653 gab er die Professur auf, übersiedelte nach Lübeck und wurde dort Stiftssyndikus des Domkapitels. Nikolaus Schütze war verheiratet mit Katharina von Dorne, der Schwester des Lübecker Bürgermeisters Hermann von Dorne (1596–1665). Über Nachkommen finden sich keine Quellen.